# Формула-1 — Чемпіонат 1986
Формула-1 1986 року — сезон чемпіонату світу з автоперегонів у класі Формула-1, який проводився під егідою FIA. Чемпіонат відбувся у період з березня по жовтень та складався з 16 Гран-прі. Сезон розпочався на Гран-прі Бразилії 23 березня та закінчився на Гран-прі Австралії 26 жовтня. Переможцем в особистому заліку став Ален Прост. Він став першим пілотом, який здобув два титули поспіль після Джека Бребема в сезонах 1959 та 1960 років. Кубок конструкторів виборола команда Williams-Honda. Компанія Honda стала першим японським постачальником моторів, який переміг в Кубку конструкторів.

## Команди та пілоти
Наступні команди та пілоти брали участь у Чемпіонаті світу 1986 року.
| Команда                        | Конструктор            | Шасі           | Двигун                             | Шини | №  | Пілот              | Гран-прі    |
| ------------------------------ | ---------------------- | -------------- | ---------------------------------- | ---- | -- | ------------------ | ----------- |
| Marlboro McLaren International | McLaren-TAG            | MP4/2C         | TAG/Porsche TTE PO1 1.5 V6t        | G    | 1  | Ален Прост         | Всі         |
| Marlboro McLaren International | McLaren-TAG            | MP4/2C         | TAG/Porsche TTE PO1 1.5 V6t        | G    | 2  | Кеке Росберг       | Всі         |
| Data General Team Tyrrell      | Tyrrell-Renault        | 014 015        | Renault EF4B 1.5 V6t               | G    | 3  | Мартін Брандл      | Всі         |
| Data General Team Tyrrell      | Tyrrell-Renault        | 014 015        | Renault EF4B 1.5 V6t               | G    | 4  | Філіпп Стрейфф     | Всі         |
| Canon Williams Honda Team      | Williams-Honda         | FW11           | Honda RA166E 1.5 V6t               | G    | 5  | Найджел Менселл    | Всі         |
| Canon Williams Honda Team      | Williams-Honda         | FW11           | Honda RA166E 1.5 V6t               | G    | 6  | Нельсон Піке       | Всі         |
| Olivetti Brabham BMW Team      | Brabham-BMW            | BT54 BT55      | BMW M12/13/1 1.5 L4t               | P    | 7  | Ріккардо Патрезе   | Всі         |
| Olivetti Brabham BMW Team      | Brabham-BMW            | BT54 BT55      | BMW M12/13/1 1.5 L4t               | P    | 8  | Еліо де Анджеліс   | 1–4         |
| Olivetti Brabham BMW Team      | Brabham-BMW            | BT54 BT55      | BMW M12/13/1 1.5 L4t               | P    | 8  | Дерек Ворвік       | 6–16        |
| John Player Special Team Lotus | Lotus-Renault          | 98T            | Renault EF15B 1.5 V6t              | G    | 11 | Джонні Дамфріс     | Всі         |
| John Player Special Team Lotus | Lotus-Renault          | 98T            | Renault EF15B 1.5 V6t              | G    | 12 | Айртон Сенна       | Всі         |
| West Zakspeed Racing           | Zakspeed               | 861            | Zakspeed 1500/4 1.5 L4t            | G    | 14 | Джонатан Палмер    | Всі         |
| West Zakspeed Racing           | Zakspeed               | 861            | Zakspeed 1500/4 1.5 L4t            | G    | 29 | Губ Ротенгаттер    | 3–16        |
| Team Haas (USA) Ltd            | Lola-Hart              | THL1           | Hart 415T 1.5 L4t                  | G    | 15 | Алан Джонс         | 1–2         |
| Team Haas (USA) Ltd            | Lola-Hart              | THL1           | Hart 415T 1.5 L4t                  | G    | 16 | Патрік Тамбей      | 1–3         |
| Team Haas (USA) Ltd            | Lola-Ford              | THL2           | Ford Cosworth GBA 1.5 V6t          | G    | 15 | Алан Джонс         | 3–16        |
| Team Haas (USA) Ltd            | Lola-Ford              | THL2           | Ford Cosworth GBA 1.5 V6t          | G    | 16 | Патрік Тамбей      | 4–6, 8–16   |
| Team Haas (USA) Ltd            | Lola-Ford              | THL2           | Ford Cosworth GBA 1.5 V6t          | G    | 16 | Едді Чівер         | 7           |
| Barclay Arrows BMW             | Arrows-BMW             | A8 A9          | BMW M12/13 1.5 L4t                 | G    | 17 | Марк Зурер         | 1–5         |
| Barclay Arrows BMW             | Arrows-BMW             | A8 A9          | BMW M12/13 1.5 L4t                 | G    | 17 | Крістіан Даннер    | 7–16        |
| Barclay Arrows BMW             | Arrows-BMW             | A8 A9          | BMW M12/13 1.5 L4t                 | G    | 18 | Тьєрі Бутсен       | Всі         |
| Benetton Formula Ltd           | Benetton-BMW           | B186           | BMW M12/13 1.5 L4t                 | P    | 19 | Тео Фабі           | Всі         |
| Benetton Formula Ltd           | Benetton-BMW           | B186           | BMW M12/13 1.5 L4t                 | P    | 20 | Герхард Бергер     | Всі         |
| Osella Squadra Corse           | Osella-Alfa Romeo      | FA1G FA1F FA1H | Alfa Romeo 890T 1.5 V8t            | P    | 21 | П'єркарло Ґіндзані | Всі         |
| Osella Squadra Corse           | Osella-Alfa Romeo      | FA1G FA1F FA1H | Alfa Romeo 890T 1.5 V8t            | P    | 22 | Крістіан Даннер    | 1–6         |
| Osella Squadra Corse           | Osella-Alfa Romeo      | FA1G FA1F FA1H | Alfa Romeo 890T 1.5 V8t            | P    | 22 | Аллен Берґ         | 7–12, 14–16 |
| Osella Squadra Corse           | Osella-Alfa Romeo      | FA1G FA1F FA1H | Alfa Romeo 890T 1.5 V8t            | P    | 22 | Алекс Каффі        | 13          |
| Minardi Team SpA               | Minardi-Motori Moderni | M185B M186     | Motori Moderni Tipo 615–90 1.5 V6t | P    | 23 | Андреа де Чезаріс  | Всі         |
| Minardi Team SpA               | Minardi-Motori Moderni | M185B M186     | Motori Moderni Tipo 615–90 1.5 V6t | P    | 24 | Алессандро Нанніні | Всі         |
| Equipe Ligier                  | Ligier-Renault         | JS27           | Renault EF4B 1.5 V6t               | P    | 25 | Рене Арну          | Всі         |
| Equipe Ligier                  | Ligier-Renault         | JS27           | Renault EF4B 1.5 V6t               | P    | 26 | Жак Лаффіт         | 1–9         |
| Equipe Ligier                  | Ligier-Renault         | JS27           | Renault EF4B 1.5 V6t               | P    | 26 | Філіпп Алліо       | 10–16       |
| Scuderia Ferrari SpA SEFAC     | Ferrari                | F1/86          | Ferrari 032 1.5 V6t                | G    | 27 | Мікеле Альборето   | Всі         |
| Scuderia Ferrari SpA SEFAC     | Ferrari                | F1/86          | Ferrari 032 1.5 V6t                | G    | 28 | Стефан Юганссон    | Всі         |
| Jolly Club SpA                 | AGS-Motori Moderni     | JH21C          | Motori Moderni Tipo 615–90 1.5 V6t | P    | 31 | Іван Капеллі       | 13–14       |
| Джерело:                       |                        |                |                                    |      |    |                    |             |

## Календар
| №        | Гран-прі                  | Траса                                    | Дата       |
| -------- | ------------------------- | ---------------------------------------- | ---------- |
| 1        | Гран-прі Бразилії         | Жакарепагуа, Ріо-де-Жанейро              | 23 березня |
| 2        | Гран-прі Іспанії          | Херес, Херес-де-ла-Фронтера              | 13 квітня  |
| 3        | Гран-прі Сан-Марино       | Автодром Діно Феррарі, Імола             | 27 квітня  |
| 4        | Гран-прі Монако           | Міська траса Монте-Карло, Монте-Карло    | 11 травня  |
| 5        | Гран-прі Бельгії          | Спа-Франкоршам, Спа                      | 25 травня  |
| 6        | Гран-прі Канади           | Автодром імені Жиля Вільнева, Монреаль   | 15 червня  |
| 7        | Гран-прі Детройта         | Вулична траса Детройта, Детройт, Мічиган | 22 червня  |
| 8        | Гран-прі Франції          | Поль Рікар, Ле-Кастелле                  | 6 липня    |
| 9        | Гран-прі Великої Британії | Брендс-Гетч, Кент                        | 13 липня   |
| 10       | Гран-прі Німеччини        | Гоккенгаймринг, Гоккенгайм               | 27 липня   |
| 11       | Гран-прі Угорщини         | Хунгароринг, Модьород                    | 10 серпня  |
| 12       | Гран-прі Австрії          | Остеррайхринг, Шпільберг                 | 17 серпня  |
| 13       | Гран-прі Італії           | Автодром Монца, Монца                    | 7 вересня  |
| 14       | Гран-прі Португалії       | Ешторільський автодром, Ешторіл          | 21 вересня |
| 15       | Гран-прі Мексики          | Автодром імені братів Родрігес, Мехіко   | 12 жовтня  |
| 16       | Гран-прі Австралії        | Вулична траса Аделаїди, Аделаїда         | 26 жовтня  |
| Джерело: |                           |                                          |            |

Скасовані Гран-прі:
| Гран-прі                  | Траса                                | Дата      |
| ------------------------- | ------------------------------------ | --------- |
| Гран-прі Аргентини        | Автодром Буенос-Айреса, Буенос-Айрес | 9 березня |
| Гран-прі Японії           | Судзука, Судзука                     | 6 квітня  |
| Гран-прі Нідерландів      | Траса Зандвоорт, Зандворт            | 31 серпня |
| Гран-прі Південної Африки | К'яламі, Мідранд                     | 26 жовтня |

## Результати та положення в заліках

### Гран-прі
| №        | Гран-прі                  | Поул-позиція    | Швидке коло     | Переможець      | Конструктор    | Звіт |
| -------- | ------------------------- | --------------- | --------------- | --------------- | -------------- | ---- |
| 1        | Гран-прі Бразилії         | Айртон Сенна    | Нельсон Піке    | Нельсон Піке    | Williams-Honda | Звіт |
| 2        | Гран-прі Іспанії          | Айртон Сенна    | Найджел Менселл | Айртон Сенна    | Lotus-Renault  | Звіт |
| 3        | Гран-прі Сан-Марино       | Айртон Сенна    | Нельсон Піке    | Ален Прост      | McLaren-TAG    | Звіт |
| 4        | Гран-прі Монако           | Ален Прост      | Ален Прост      | Ален Прост      | McLaren-TAG    | Звіт |
| 5        | Гран-прі Бельгії          | Нельсон Піке    | Ален Прост      | Найджел Менселл | Williams-Honda | Звіт |
| 6        | Гран-прі Канади           | Найджел Менселл | Нельсон Піке    | Найджел Менселл | Williams-Honda | Звіт |
| 7        | Гран-прі Детройта         | Айртон Сенна    | Нельсон Піке    | Айртон Сенна    | Lotus-Renault  | Звіт |
| 8        | Гран-прі Франції          | Айртон Сенна    | Найджел Менселл | Найджел Менселл | Williams-Honda | Звіт |
| 9        | Гран-прі Великої Британії | Нельсон Піке    | Найджел Менселл | Найджел Менселл | Williams-Honda | Звіт |
| 10       | Гран-прі Німеччини        | Кеке Росберг    | Герхард Бергер  | Нельсон Піке    | Williams-Honda | Звіт |
| 11       | Гран-прі Угорщини         | Айртон Сенна    | Нельсон Піке    | Нельсон Піке    | Williams-Honda | Звіт |
| 12       | Гран-прі Австрії          | Тео Фабі        | Герхард Бергер  | Ален Прост      | McLaren-TAG    | Звіт |
| 13       | Гран-прі Італії           | Тео Фабі        | Тео Фабі        | Нельсон Піке    | Williams-Honda | Звіт |
| 14       | Гран-прі Португалії       | Айртон Сенна    | Найджел Менселл | Найджел Менселл | Williams-Honda | Звіт |
| 15       | Гран-прі Мексики          | Айртон Сенна    | Нельсон Піке    | Герхард Бергер  | Benetton-BMW   | Звіт |
| 16       | Гран-прі Австралії        | Найджел Менселл | Нельсон Піке    | Ален Прост      | McLaren-TAG    | Звіт |
| Джерело: |                           |                 |                 |                 |                |      |

### Пілоти
Очки отримують перші шість пілотів. Лише одинадцять найкращих результатів зараховуються до загальної кількості очок кожного пілота, відкинуті результати показані в дужках.
| Позиція  | 1-ша | 2-га | 3-тя | 4-та | 5-та | 6-та |
| Гран-прі | 9    | 6    | 4    | 3    | 2    | 1    |

| Поз.     | Пілот              | БРА  | ІСП  | СМР  | МОН  | БЕЛ  | КАН  | ДЕТ  | ФРА  | ВЕЛ  | НІМ  | УГО  | АВТ  | ІТА  | ПОР  | МЕК  | АВС  | Очки    |
| -------- | ------------------ | ---- | ---- | ---- | ---- | ---- | ---- | ---- | ---- | ---- | ---- | ---- | ---- | ---- | ---- | ---- | ---- | ------- |
| 1        | Ален Прост         | Схід | 3    | 1    | 1    | (6)  | 2    | 3    | 2    | 3    | (6)† | Схід | 1    | ДСК  | 2    | 2    | 1    | 72 (74) |
| 2        | Найджел Менселл    | Схід | 2    | Схід | 4    | 1    | 1    | 5    | 1    | 1    | 3    | 3    | Схід | 2    | 1    | (5)  | Схід | 70 (72) |
| 3        | Нельсон Піке       | 1    | Схід | 2    | 7    | Схід | 3    | Схід | 3    | 2    | 1    | 1    | Схід | 1    | 3    | 4    | 2    | 69      |
| 4        | Айртон Сенна       | 2    | 1    | Схід | 3    | 2    | 5    | 1    | Схід | Схід | 2    | 2    | Схід | Схід | 4†   | 3    | Схід | 55      |
| 5        | Стефан Юганссон    | Схід | Схід | 4    | 10   | 3    | Схід | Схід | Схід | Схід | 11†  | 4    | 3    | 3    | 6    | 12†  | 3    | 23      |
| 6        | Кеке Росберг       | Схід | 4    | 5†   | 2    | Схід | 4    | Схід | 4    | Схід | 5†   | Схід | 9†   | 4    | Схід | Схід | Схід | 22      |
| 7        | Герхард Бергер     | 6    | 6    | 3    | Схід | 10   | Схід | Схід | Схід | Схід | 10   | Схід | 7    | 5    | Схід | 1    | Схід | 17      |
| 8        | Жак Лаффіт         | 3    | Схід | Схід | 6    | 5    | 7    | 2    | 6    | Схід |      |      |      |      |      |      |      | 14      |
| 9        | Мікеле Альборето   | Схід | Схід | 10†  | Схід | 4    | 8    | 4    | 8    | Схід | Схід | Схід | 2    | Схід | 5    | Схід | Схід | 14      |
| 10       | Рене Арну          | 4    | Схід | Схід | 5    | Схід | 6    | Схід | 5    | 4    | 4    | Схід | 10   | Схід | 7    | 15†  | 7    | 14      |
| 11       | Мартін Брандл      | 5    | Схід | 8    | Схід | Схід | 9    | Схід | 10   | 5    | Схід | 6    | Схід | 10   | Схід | 11   | 4    | 8       |
| 12       | Алан Джонс         | Схід | Схід | Схід | Схід | 11†  | 10   | Схід | Схід | Схід | 9    | Схід | 4    | 6    | Схід | Схід | Схід | 4       |
| 13       | Джонні Дамфріс     | 9    | Схід | Схід | НКВ  | Схід | Схід | 7    | Схід | 7    | Схід | 5    | Схід | Схід | 9    | Схід | 6    | 3       |
| 14       | Філіпп Стрейфф     | 7    | Схід | Схід | 11   | 12   | 11   | 9    | Схід | 6    | Схід | 8    | Схід | 9    | Схід | Схід | 5†   | 3       |
| 15       | Патрік Тамбей      | Схід | 8    | Схід | Схід | Схід | НС   |      | Схід | Схід | 8    | 7    | 5    | Схід | НКЛ  | Схід | НКЛ  | 2       |
| 16       | Тео Фабі           | 10   | 5    | Схід | Схід | 7    | Схід | Схід | Схід | Схід | Схід | Схід | Схід | Схід | 8    | Схід | 10   | 2       |
| 17       | Ріккардо Патрезе   | Схід | Схід | 6†   | Схід | 8    | Схід | 6    | 7    | Схід | Схід | Схід | Схід | Схід | Схід | 13†  | Схід | 2       |
| 18       | Крістіан Даннер    | Схід | Схід | Схід | НКВ  | Схід | Схід | Схід | 11   | Схід | Схід | Схід | 6    | 8    | 11   | 9    | Схід | 1       |
| 19       | Філіпп Алліо       |      |      |      |      |      |      |      |      |      | Схід | 9    | Схід | Схід | Схід | 6    | 8    | 1       |
| —        | Тьєрі Бутсен       | Схід | 7    | 7    | 8    | Схід | Схід | Схід | НКЛ  | НКЛ  | Схід | Схід | Схід | 7    | 10   | 7    | Схід | 0       |
| —        | Дерек Ворвік       |      |      |      |      |      | Схід | 10   | 9    | 8    | 7    | Схід | НС   | Схід | Схід | Схід | Схід | 0       |
| —        | Джонатан Палмер    | Схід | Схід | Схід | 12   | 13   | Схід | 8    | Схід | 9    | Схід | 10   | Схід | Схід | 12   | 10†  | 9    | 0       |
| —        | Губ Ротенгаттер    |      |      | Схід | НКВ  | Схід | 12   | НС   | Схід | Схід | Схід | Схід | 8    | Схід | Схід | НС   | Схід | 0       |
| —        | Андреа де Чезаріс  | Схід | Схід | Схід | НКВ  | Схід | Схід | Схід | Схід | Схід | Схід | Схід | Схід | Схід | Схід | 8    | Схід | 0       |
| —        | Еліо де Анджеліс   | 8    | Схід | Схід | Схід |      |      |      |      |      |      |      |      |      |      |      |      | 0       |
| —        | Марк Зурер         | Схід | Схід | 9    | 9    | 9    |      |      |      |      |      |      |      |      |      |      |      | 0       |
| —        | П'єркарло Ґіндзані | Схід | Схід | Схід | НКВ  | Схід | Схід | Схід | Схід | Схід | Схід | Схід | 11   | Схід | Схід | Схід | Схід | 0       |
| —        | Аллен Берґ         |      |      |      |      |      |      | Схід | Схід | Схід | 12   | Схід | Схід |      | 13   | 16   | НКЛ  | 0       |
| —        | Алессандро Нанніні | Схід | Схід | Схід | НКВ  | Схід | Схід | Схід | Схід | Схід | Схід | Схід | Схід | Схід | Схід | 14   | Схід | 0       |
| —        | Алекс Каффі        |      |      |      |      |      |      |      |      |      |      |      |      | НКЛ  |      |      |      | 0       |
| —        | Іван Капеллі       |      |      |      |      |      |      |      |      |      |      |      |      | Схід | Схід |      |      | 0       |
| —        | Едді Чівер         |      |      |      |      |      |      | Схід |      |      |      |      |      |      |      |      |      | 0       |
| Поз.     | Пілот              | БРА  | ІСП  | СМР  | МОН  | БЕЛ  | КАН  | ДЕТ  | ФРА  | ВЕЛ  | НІМ  | УГО  | АВТ  | ІТА  | ПОР  | МЕК  | АВС  | Очки    |
| Джерело: |                    |      |      |      |      |      |      |      |      |      |      |      |      |      |      |      |      |         |

| Приклад      | Опис                                                              |
| ------------ | ----------------------------------------------------------------- |
| 1            | Переможець                                                        |
| 2            | Друге місце                                                       |
| 3            | Третє місце                                                       |
| 5            | Фінішував у очковій зоні                                          |
| 12           | Фінішував поза очковою зоною                                      |
| НКЛ          | Фінішував, але не класифікований                                  |
| Схід         | Не фінішував і не класифікований                                  |
| НКВ          | Не кваліфікований                                                 |
| НПКВ         | Не передкваліфікований                                            |
| ДСК          | Дискваліфікований                                                 |
| ТТР          | Брав участь тільки в тренуваннях                                  |
| тест         | Тестер по п'ятницях (з 2003 року)                                 |
| НС           | Брав участь у Гран-прі як бойовий пілот, але не стартував у гонці |
| Т            | Травмований чи хворий                                             |
| Викл         | Виключений із протоколу                                           |
| Від          | Відмова від участі                                                |
| НТР          | Не брав участі в тренуваннях                                      |
| НПР          | Не прибув на Гран-прі                                             |
| С            | Гонка скасована                                                   |
|              | Не брав участі                                                    |
| Жирний шрифт | Поул-позиція                                                      |
| Курсив       | Швидке коло                                                       |

Примітки:
- — Пілоти, що не фінішували на Гран-прі, але були класифіковані, оскільки подолали понад 90 % дистанції.

### Конструктори
Командам зараховувались усі очки, а не лише 11 найкращих результатів.
| Поз.     | Конструктор            | №. | БРА  | ІСП  | СМР  | МОН  | БЕЛ  | КАН  | ДЕТ  | ФРА  | ВЕЛ  | НІМ  | УГО  | АВТ  | ІТА  | ПОР  | МЕК  | АВС  | Очки |
| -------- | ---------------------- | -- | ---- | ---- | ---- | ---- | ---- | ---- | ---- | ---- | ---- | ---- | ---- | ---- | ---- | ---- | ---- | ---- | ---- |
| 1        | Williams-Honda         | 5  | Схід | 2    | Схід | 4    | 1    | 1    | 5    | 1    | 1    | 3    | 3    | Схід | 2    | 1    | 5    | Ret  | 141  |
| 1        | Williams-Honda         | 6  | 1    | Схід | 2    | 7    | Схід | 3    | Схід | 3    | 2    | 1    | 1    | Ret  | 1    | 3    | 4    | 2    | 141  |
| 2        | McLaren-TAG            | 1  | Схід | 3    | 1    | 1    | 6    | 2    | 3    | 2    | 3    | 6†   | Схід | 1    | ДСК  | 2    | 2    | 1    | 96   |
| 2        | McLaren-TAG            | 2  | Схід | 4    | 5†   | 2    | Схід | 4    | Схід | 4    | Схід | 5†   | Схід | 9†   | 4    | Схід | Схід | Схід | 96   |
| 3        | Lotus-Renault          | 11 | 9    | Схід | Схід | НКВ  | Схід | Схід | 7    | Схід | 7    | Схід | 5    | Схід | Схід | 9    | Схід | 6    | 58   |
| 3        | Lotus-Renault          | 12 | 2    | 1    | Схід | 3    | 2    | 5    | 1    | Схід | Схід | 2    | 2    | Схід | Схід | 4†   | 3    | Схід | 58   |
| 4        | Ferrari                | 27 | Схід | Схід | 10†  | Схід | 4    | 8    | 4    | 8    | Схід | Схід | Схід | 2    | Схід | 5    | Схід | Схід | 37   |
| 4        | Ferrari                | 28 | Схід | Схід | 4    | 10   | 3    | Схід | Схід | Схід | Схід | 11†  | 4    | 3    | 3    | 6    | 12†  | 3    | 37   |
| 5        | Ligier-Renault         | 25 | 4    | Схід | Схід | 5    | Схід | 6    | Схід | 5    | 4    | 4    | Схід | 10   | Схід | 7    | 15†  | 7    | 29   |
| 5        | Ligier-Renault         | 26 | 3    | Схід | Схід | 6    | 5    | 7    | 2    | 6    | Схід | Схід | 9    | Схід | Схід | Схід | 6    | 8    | 29   |
| 6        | Benetton-BMW           | 19 | 10   | 5    | Схід | Схід | 7    | Схід | Схід | Схід | Схід | Схід | Схід | Схід | Схід | 8    | Схід | 10   | 19   |
| 6        | Benetton-BMW           | 20 | 6    | 6    | 3    | Схід | 10   | Схід | Схід | Схід | Схід | 10   | Схід | 7    | 5    | Схід | 1    | Схід | 19   |
| 7        | Tyrrell-Renault        | 3  | 5    | Схід | 8    | Схід | Схід | 9    | Схід | 10   | 5    | Схід | 6    | Схід | 10   | Схід | 11   | 4    | 11   |
| 7        | Tyrrell-Renault        | 4  | 7    | Схід | Схід | 11   | 12   | 11   | 9    | Схід | 6    | Схід | 8    | Схід | 9    | Схід | Схід | 5†   | 11   |
| 8        | Lola-Ford              | 15 |      |      | Схід | Схід | 11†  | 10   | Схід | Схід | Схід | 9    | Схід | 4    | 6    | Схід | Схід | Схід | 6    |
| 8        | Lola-Ford              | 16 |      |      |      | Схід | Схід | НС   | Схід | Схід | Схід | 8    | 7    | 5    | Схід | НКЛ  | Схід | НКЛ  | 6    |
| 9        | Brabham-BMW            | 7  | Схід | Схід | 6†   | Схід | 8    | Схід | 6    | 7    | Схід | Схід | Схід | Схід | Схід | Схід | 13†  | Схід | 2    |
| 9        | Brabham-BMW            | 8  | 8    | Схід | Схід | Схід |      | Схід | 10   | 9    | 8    | 7    | Схід | НС   | Схід | Схід | Схід | Схід | 2    |
| 10       | Arrows-BMW             | 17 | Схід | Схід | 9    | 9    | 9    |      | Схід | 11   | Схід | Схід | Схід | 6    | 8    | 11   | 9    | Схід | 1    |
| 10       | Arrows-BMW             | 18 | Схід | 7    | 7    | 8    | Схід | Схід | Схід | НКЛ  | НКЛ  | Схід | Схід | Схід | 7    | 10   | 7    | Схід | 1    |
| —        | Zakspeed               | 14 | Схід | Схід | Схід | 12   | 13   | Схід | 8    | Схід | 9    | Схід | 10   | Схід | Схід | 12   | 10†  | 9    | 0    |
| —        | Zakspeed               | 29 |      |      | Схід | НКВ  | Схід | 12   | НС   | Схід | Схід | Схід | Схід | 8    | Схід | Схід | НС   | Схід | 0    |
| —        | Minardi-Motori Moderni | 23 | Схід | Схід | Схід | НКВ  | Схід | Схід | Схід | Схід | Схід | Схід | Схід | Схід | Схід | Схід | 8    | Схід | 0    |
| —        | Minardi-Motori Moderni | 24 | Схід | Схід | Схід | НКВ  | Схід | Схід | Схід | Схід | Схід | Схід | Схід | Схід | Схід | Схід | 14   | Схід | 0    |
| —        | Lola-Hart              | 15 | Схід | Схід |      |      |      |      |      |      |      |      |      |      |      |      |      |      | 0    |
| —        | Lola-Hart              | 16 | Схід | 8    | Схід |      |      |      |      |      |      |      |      |      |      |      |      |      | 0    |
| —        | Osella-Alfa Romeo      | 21 | Схід | Схід | Схід | НКВ  | Схід | Схід | Схід | Схід | Схід | Схід | Схід | 11   | Схід | Схід | Схід | Схід | 0    |
| —        | Osella-Alfa Romeo      | 22 | Схід | Схід | Схід | НКВ  | Схід | Схід | Схід | Схід | Схід | 12   | Схід | Схід | НКЛ  | 13   | 16   | НКЛ  | 0    |
| —        | AGS-Motori Moderni     | 31 |      |      |      |      |      |      |      |      |      |      |      |      | Схід | Схід |      |      | 0    |
| Поз.     | Конструктор            | №. | БРА  | ІСП  | СМР  | МОН  | БЕЛ  | КАН  | ДЕТ  | ФРА  | ВЕЛ  | НІМ  | УГО  | АВТ  | ІТА  | ПОР  | МЕК  | АВС  | Очки |
| Джерело: |                        |    |      |      |      |      |      |      |      |      |      |      |      |      |      |      |      |      |      |

| Приклад      | Опис                                                              |
| ------------ | ----------------------------------------------------------------- |
| 1            | Переможець                                                        |
| 2            | Друге місце                                                       |
| 3            | Третє місце                                                       |
| 5            | Фінішував у очковій зоні                                          |
| 12           | Фінішував поза очковою зоною                                      |
| НКЛ          | Фінішував, але не класифікований                                  |
| Схід         | Не фінішував і не класифікований                                  |
| НКВ          | Не кваліфікований                                                 |
| НПКВ         | Не передкваліфікований                                            |
| ДСК          | Дискваліфікований                                                 |
| ТТР          | Брав участь тільки в тренуваннях                                  |
| тест         | Тестер по п'ятницях (з 2003 року)                                 |
| НС           | Брав участь у Гран-прі як бойовий пілот, але не стартував у гонці |
| Т            | Травмований чи хворий                                             |
| Викл         | Виключений із протоколу                                           |
| Від          | Відмова від участі                                                |
| НТР          | Не брав участі в тренуваннях                                      |
| НПР          | Не прибув на Гран-прі                                             |
| С            | Гонка скасована                                                   |
|              | Не брав участі                                                    |
| Жирний шрифт | Поул-позиція                                                      |
| Курсив       | Швидке коло                                                       |

Примітки:
- — Пілоти, що не фінішували на гран-прі, але були класифіковані, оскільки подолали понад 90 % дистанції.

## Виноски
1. ↑  Лише одинадцять найкращих результатів зараховуються до загальної кількості очок кожного пілота. Числа поза дужками — результат в чемпіонаті. Числа в дужках — усі очки набрані пілотом.